# Còdex Manesse

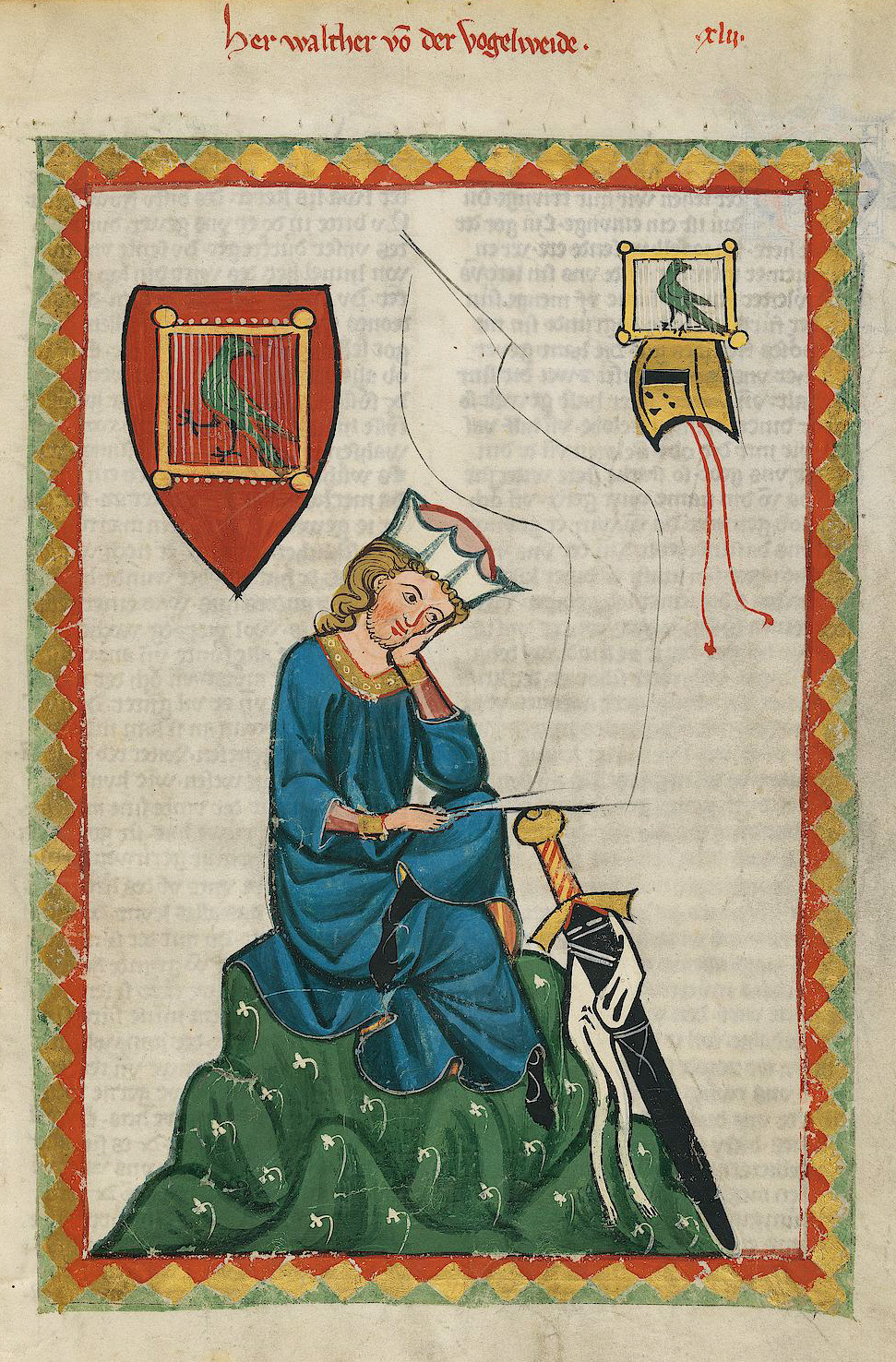
Una de les miniatures del còdex Manesse. Retrat de Walther von der Vogelweide

El còdex Manesse (o Große Heidelberger Liederhandschrift en alemany, Cançoner gran de Heidelberg) (Heidelberg, Universitätsbibliothek, Codex Palatinus Germanicus 848) és el cançoner que constitueix la font més important per a la lírica amorosa en alt alemany mitjà, el Minnesang. El cançoner fou fet a Zuric per a la família Manesse, segurament per encàrrec de Rüdiger II de Manesse i el seu fill Johann, a inicis del segle xiv, tot i que no es completà fins a 1340 aproximadament; hi intervingueren diversos copistes i miniaturistes. És conegut per les 137 miniatures que retraten cada un dels poetes (Minnesänger); els retrats, evidentment, no són realistes sinó que es poden basar en aspectes de l'obra poètica de l'autor o en altres coses.
El cançoner recull l'obra poètica de 140 Minnesänger, que es presenten ordenats per jerarquia social (començant per emperadors i reis fins a arribar a cavallers i autors que no són de la noblesa). Els Minnesänger inclosos en el manuscrit són des de segles anteriors fins a contemporanis a la confecció del cançoner. Es conserva a la Biblioteca Universitària de la Universitat Ruprecht Karl de Heidelberg des del 1888, tot i que des del segle xvii havia estat a la biblioteca reial, després Biblioteca Nacional de França, de París.
El còdex no conté notació musical de les peces; però en les miniatures apareixen representats instruments musicals de l'època. També hi ha altres imatges d'interès per la vida quotidiana de l'època (persones que juguen a escacs o altres jocs de taula, caça amb ocells de presa i amb gossos, armes de diversos tipus, armadures, etc).